# 康晓萍
康晓萍（1958年6月—），女，河北平山人，中华人民共和国政治人物，曾任安徽省归国华侨联合会党组书记、常务副主席，中华全国归国华侨联合会副主席、党组成员，第十三届全国政协委员。